# Günter Meisner
Günter Julius Meisner (* 18. April 1926 in Bremen; † 5. Dezember 1994 in Berlin) war ein deutscher Schauspieler.

## Leben
Günter Meisner ließ sich nach dem Gymnasium zum Stahlgießer ausbilden und war während des Zweiten Weltkrieges Bordfunker und Fallschirmjäger. Ab 1948 nahm er in Düsseldorf Schauspielunterricht bei Gustaf Gründgens und bekam am Schauspielhaus Düsseldorf sein erstes Engagement.
Weitere Bühnenstationen waren das Schauspielhaus Bochum, die Tribüne in Berlin, das Junge Ensemble Berlin, das Theater am Kurfürstendamm und die Ruhrfestspiele in Recklinghausen. Sogar in New York und anderen amerikanischen Städten stand Meisner auf der Bühne. Nebenher arbeitete er als Walzwerkarbeiter, Werbefachmann, Diener und Chauffeur.
Außerdem übte sich Meisner in Kunst- und Malereistudien, die 1959 zur Gründung seiner „Galerie Diogenes“ in Berlin führte, die er drei Jahre später um das „Diogenes-Studio-Theater“ erweiterte. Dort inszenierte er vor allem Stücke moderner französischer Dramatiker des Absurden Theaters, wie etwa Eugène Ionesco. Meisner verfasste auch eigene Bühnenstücke. 1960 arrangierte er die erste Ausstellung von Otto Piene, dessen Feuerblume er zwei Jahre später uraufführte.

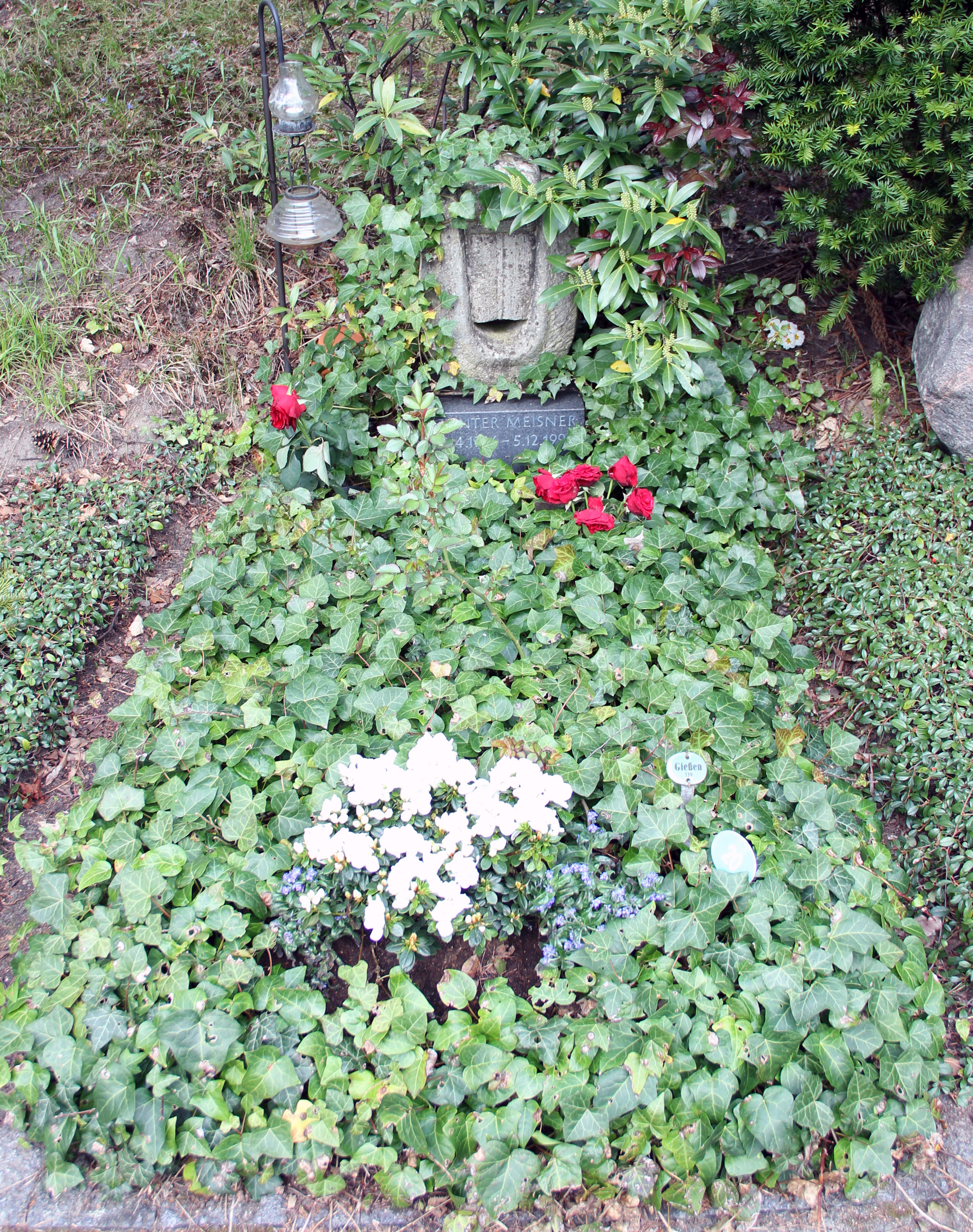
Grab von Günter Meisner auf dem Friedhof Heerstraße in Berlin-Westend

Seine Filmkarriere begann 1957 mit einer Statistenrolle als NS-Wachsoldat. In der Folge wurde der Schauspieler mit den schmalen Lippen und kantigen Gesichtszügen auf ähnliche Rollen festgelegt. So verkörperte er, besonders in amerikanischen und britischen Produktionen, häufig Nazischergen und auch Adolf Hitler. In der französischen Filmkomödie Das As der Asse von 1982 mit Jean-Paul Belmondo mimte er sowohl Hitler als auch dessen Schwester.
Im deutschen Film, besonders in Krimis, wurde Meisner häufig als Schurke eingesetzt, aber auch als Priester oder Exzentriker. In der Vorabendserie Praxis Bülowbogen war er in acht Episoden als Stadtstreicher zu sehen.
Günter Meisner starb Anfang Dezember 1994 während der Dreharbeiten zu der Tatort-Folge Die Kampagne im Alter von 68 Jahren an Herzversagen. Sein Grab befindet sich auf dem Friedhof Heerstraße in Berlin-Westend (Grablage: 4-A-20).

## Soziales Engagement
Meisner gründete 1960/61 die „International Association for Arts and Sciences“ und engagierte sich von 1967 bis 1969 für die Biafra-Hilfe, in deren Rahmen er Hilfsflüge für die dortige notleidende Bevölkerung organisierte. Einige Male flog er dabei selbst als Pilot Einsätze. Außerdem produzierte er in Afrika auch Filme zum Thema Rassismus.

## Filmografie
- 1957: Zeit zu leben und Zeit zu sterben (A Time to Love and a Time to Die)
- 1957: Kopf oder Zahl
- 1958: Hier bin ich – hier bleib ich
- 1958: Viel Lärm um nichts
- 1959: Babette zieht in den Krieg (Babette s’en va-t-en guerre)
- 1959: Aus dem Tagebuch eines Frauenarztes
- 1959: Das Totenschiff
- 1959: Geheimaktion Schwarze Kapelle
- 1961: Frage Sieben (Question 7)
- 1961: Es muß nicht immer Kaviar sein
- 1961: Das Wunder des Malachias
- 1962: Verrat auf Befehl (The Counterfeit Traitor)
- 1962: Das Testament des Dr. Mabuse
- 1962: Der Kronanwalt (TV)
- 1963: Mit besten Empfehlungen
- 1963: Die schwarze Kobra
- 1963: Hafenpolizei: Der blaue Brief
- 1964: Nebelmörder
- 1965: Ein Tag – Bericht aus einem deutschen Konzentrationslager 1939
- 1965: Der Spion, der in die Hölle ging (Corrida pour un espion)
- 1965: Gewagtes Spiel: Das Privatmuseum (TV-Serie)

- 1966: Geld kennt keine Grenzen

- 1966: Die Gentlemen bitten zur Kasse
- 1966: Brennt Paris? (Paris brûle-t-il?)
- 1966: Das Quiller-Memorandum – Gefahr aus dem Dunkel (The Quiller Memorandum)
- 1966: Finale in Berlin (Funeral in Berlin)
- 1966: Polizeifunk ruft – Die Räuberhöhle
- 1967: Der Mönch mit der Peitsche
- 1969: Die Brücke von Remagen (The Bridge at Remagen)
- 1970: Poker – Poker (Kurzfilm)
- 1970: Ständig in Angst (Hauser's Memory)
- 1970: Schlagzeilen über einen Mord
- 1971: Charlie und die Schokoladenfabrik (Willy Wonka & the Chocolate Factory)
- 1971: Ludwig L (Kurzfilm)
- 1973: Lokaltermin (TV-Serie) – Der Schutzmann von Köpenick
- 1973: Die fünfte Offensive – Kesselschlacht an der Sutjeska (Sutjeska)
- 1973: Werwölfe
- 1973: Hamburg Transit – Der Beschützer
- 1974: Die Verrohung des Franz Blum
- 1974: Die Akte Odessa (The Odessa File)
- 1974: Borsalino & Co. (Borsalino and Co.)
- 1975: Das Fleisch der Orchidee (La Chair de l’orchidée)
- 1975: Familienglück
- 1975: Inside Out – Ein genialer Bluff (Inside Out)
- 1975: Tatort – Tod im U-Bahnschacht
- 1975: Jo Gaillard (TV-Serie)
- 1976: Reise der Verdammten (Voyage of the Damned)
- 1976: Die Brüder
- 1977: Das Schlangenei (The Serpent’s Egg)
- 1978: The Boys from Brazil (The Boys from Brazil)
- 1979: Steiner – Das Eiserne Kreuz, 2. Teil
- 1979: Schöner Gigolo, armer Gigolo
- 1979: Lawinenexpress (Avalanche Express)
- 1979: Bildnis einer Trinkerin
- 1979: Ein Kapitel für sich (TV-Dreiteiler)
- 1980: Gibbi Westgermany
- 1980: Jetzt komme ich (The American Success Company)
- 1980: Das Traumhaus
- 1981: Winston Churchill: The Wilderness Years (TV-Serie)
- 1981: Mit dem Wind nach Westen (Night Crossing)
- 1981: Silas (TV-Mehrteiler)
- 1982: Zwei Tote im Sender und Don Carlos im Pogl (TV)
- 1982: Rom ist in der kleinsten Hütte (TV-Serie)
- 1982: Blut und Ehre – Jugend unter Hitler (TV-Serie)
- 1982: Drei Damen vom Grill (TV-Serie)
- 1982: Das As der Asse (L’as des as)
- 1982: Der Mann auf der Mauer
- 1983: Der Feuersturm (The Winds of War)
- 1983: Plem, Plem – Die Schule brennt
- 1983: Chamäleon (TV-Serie)
- 1984: Unter dem Vulkan (Under the Volcano)
- 1984: Der Mord mit der Schere (Kurzfilm)
- 1985: Drei gegen Drei
- 1986: Die Krimistunde (Fernsehserie, Folge 20, Episode: "40 Detektive später")
- 1986: Das Geheimnis von Lismore Castle (TV)
- 1986: Close Up (Kurzfilm)
- 1986: Ein Heim für Tiere (Fernsehserie, zwei Folgen)
- 1987: Im Glaskäfig (Tras el cristal)
- 1987: Die Saat des Hasses (Visperas), Mehrteiler
- 1987: Indras Rache (Tout est dans la fin)
- 1987: Der elegante Hund (TV-Serie)
- 1988: Zum Beispiel Otto Spalt
- 1988: Liebling Kreuzberg – Der Besuch (TV-Serie)
- 1989: Magdalene
- 1989: Simon Templar – Das Projekt Omega
- 1989: Gekauftes Glück
- 1989: El niño de la luna
- 1989: Rosalyn und die Löwen (Roselyne et les lions)
- 1990: Gefährliche Verführung (Il piccolo popolo)
- 1990: The Man Inside – Tödliche Nachrichten (The Man Inside)
- 1991: Leporella
- 1993: Harry & Sunny (TV-Serie)
- 1993: Posthuman
- 1993: In weiter Ferne, so nah!
- 1993: Der Tod lauert in Kairo (Ruby Cairo)
- 1994: Praxis Bülowbogen (Staffeln 4 und 5)
- 1994: Le joueur de violon
- 1994: Air Albatros (TV-Serie)
- 1994: Eine Mutter kämpft um ihren Sohn
- 1995: Tatort – Die Kampagne